# 洛阿诺
洛阿诺是意大利利古里亚大区萨沃纳省的一个镇。